# Song Dan
Song Dan, född 5 juli 1990, är en friidrottare från Kina. Hon deltog vid olympiska sommarspelen 2008.